# وزارت امور داخلی و ارتباطات
وزارت امور داخلی و ارتباطات (به انگلیسی: The Ministry of Internal Affairs and Communications) که به صورت MIC هم خلاصه می‌شود، یک وزارتخانه در سطح کابینه در دولت ژاپن است. نام انگلیسی آن قبل از سال ۲۰۰۴ وزارت مدیریت عمومی، امور داخلی، پست و ارتباطات از راه دور (MPHPT) بود. این ساختمان در ساختمان دوم دفتر مشترک دولت مرکزی در کاسومیگاسکی در چیودا-کو، توکیو ژاپن مستقر است.
وزارت بر سیستم اداری ژاپن، دولت‌های محلی ، انتخابات، ارتباطات از راه دور، پست و آمار دولتی را مدیریت می‌کند.
وزیر امور داخلی و ارتباطات از میان اعضای کابینه منصوب می‌شود.
این وزارتخانه در ۶ ژانویه ۲۰۰۱، با ادغام وزارت امور داخلی و وزارت پست و ارتباطات و آژانس مدیریت و هماهنگی ایجاد شد.

## زیرمجموعه‌ها
این وزارتخانه از ژوئیه ۲۰۱۱ زیرمجموعه‌های زیر را دارد:

### دفاتر
- دبیرخانه وزیر
  - مدیرکل دبیرخانه وزیر
  - مدیر کل هماهنگی سیاست‌ها
  - مدیرکل احیای منطقه ای
  - مدیرکل ارزیابی سیاست‌ها
  - معاون مدیر کل دبیرخانه وزیر
  - مشاور
  - بخش منشی گری
  - بخش امور عمومی
  - بخش حساب‌ها
  - بخش برنامه‌ریزی سیاست
  - بخش ارزیابی سیاست و روابط عمومی
  - دفتر مدیریت
- دفتر کارکنان و بازنشستگی
  - مدیرکل دفتر کارکنان و بازنشستگی
  - معاون مدیر کل دفتر کارکنان و بازنشستگی
  - بخش امور عمومی
  - بخش سیاستگذاری پرسنل
  - بخش سیاستگذاری پرسنل سالخورده
  - بخش برنامه‌ریزی بازنشستگی
  - بخش معاینه بازنشستگی
  - بخش اجرای مستمری
  - مشاور
- دفتر مدیریت اداری
  - مدیرکل دفتر مدیریت اداری
  - بخش برنامه‌ریزی و هماهنگی
  - بخش برنامه‌ریزی سیستم‌های اطلاعاتی دولت
  - مدیر مدیریت
- دفتر ارزیابی اداری
  - مدیرکل دفتر ارزیابی اداری
  - بخش امور عمومی
  - بخش مشاوره اداری
  - مدیر ارزیابی سیاست
  - مدیر ارزیابی و بازرسی
- دفتر مدیریت محلی
  - مدیرکل دفتر اداره محلی
  - بخش مدیریت محلی
  - بخش بهبود مدیریت
  - بخش ارتقا ادغام شهرداری
  - بخش سیاست‌های منطقه ای
  - بخش ارتقا-حمایت از خود منطقه ای
  - اداره کارکنان خدمات عمومی محلی
  - مدیرکل اداره کارکنان خدمات عمومی محلی
  - بخش کارمندان خدمات عمومی محلی
  - بخش رفاه
  - اداره انتخابات
  - مدیر کل اداره انتخابات
  - بخش انتخابات
  - بخش مدیریت انتخابات
  - بخش تنظیم بودجه‌های سیاسی
- اداره محلی مالی عمومی
  - مدیرکل دفتر دارایی عمومی محلی
  - بخش دارایی عمومی محلی
  - بخش هماهنگی مالی عمومی محلی
  - بخش مالیات تخصیص محلی
  - بخش اوراق قرضه محلی
  - بخش مشاغل عمومی محلی
  - بخش مدیریت مالی
- اداره محلی مالیات
  - مدیرکل دفتر مالیات محلی
  - بخش برنامه‌ریزی مالیاتی محلی
  - بخش سیاست‌های مالیاتی استان
  - بخش برنامه‌ریزی مالیاتی شهرداری
  - بخش مالیات ثابت
- دفتر جهانی استراتژی
  - مدیرکل دفتر استراتژی جهانی ICT
  - مدیر کل امور بین‌الملل، دفتر جهانی استراتژی ICT
  - بخش سیاست استراتژی ICT
  - بخش سیاستگذاری فناوری
  - بخش استانداردسازی
  - بخش سیاست ارتباطات فضایی
  - بخش سیاست بین‌الملل
  - بخش امور اقتصادی بین‌الملل
  - بخش همکاری بین‌الملل
  - مشاور
- دفتر اطلاعات و ارتباطات
  - مدیر کل دفتر اطلاعات و ارتباطات
  - بخش امور عمومی
  - تبلیغات برای بخش توزیع محتوا
  - بخش دسترسی و فناوری اطلاعات و ارتباطات و توسعه منابع انسانی
  - بخش پیشرفته سیستم‌های اطلاعاتی و نرم‌افزار
  - بخش توسعه ارتباطات منطقه ای
  - بخش سیاست‌های پخش
  - بخش فناوری پخش
  - بخش پخش زمینی
  - بخش پخش ماهواره و بین‌المللی
  - بخش پخش منطقه ای
  - بخش برنامه‌ریزی خدمات پستی
  - مدیرکل بخش برنامه‌ریزی خدمات پستی
  - بخش برنامه‌ریزی
  - بخش سیاست پستی
  - بخش بیمه پس‌انداز پستی و بیمه زندگی پستی
  - بخش تجارت تحویل نامه نگاری
- دفتر ارتباطات راه دور
  - مدیرکل دفتر مخابرات
  - بخش امور عمومی
  - گروه بازرگانی مخابرات
  - مدیرکل دپارتمان بازرگانی مخابرات
  - بخش سیاست‌های ارتباطات از راه دور
  - بخش تعرفه و دسترسی به ارتباطات از راه دور
  - بخش ارتباطات رایانه ای
  - بخش سیستم‌های مخابراتی
  - بخش پیشرفته شبکه
  - بخش سیاست‌های مصرف‌کننده ارتباطات از راه دور
  - گروه رادیو
  - مدیرکل گروه رادیو
  - بخش سیاست‌های رادیویی
  - بخش ارتباطات رادیویی ثابت
  - بخش ارتباطات سیار زمین
  - بخش ارتباطات ماهواره ای سیار
  - بخش محیط الکترومغناطیسی
- دفتر آمار
  - مدیر کل دفتر آمار
  - بخش امور عمومی
  - بخش سیستم‌های اطلاعات آماری
  - اداره استاندارد آماری
  - مدیرکل اداره بررسی آماری
  - بخش برنامه‌ریزی آماری
  - بخش امور آماری بین‌المللی
  - مدیر ترخیص آماری
  - اداره بررسی آماری
  - مدیر کل گروه
  - بخش برنامه‌ریزی نظرسنجی
  - بخش سرشماری نفوس
  - بخش آمار اقتصادی
  - بخش آمار ساختار اقتصادی
  - بخش آمار مصرف‌کننده
  - مدیرکل برنامه‌ریزی سیاست‌ها
  - مدیر برنامه‌ریزی آماری
  - مدیر ترخیص آماری
  - مدیر امور آماری بین‌المللی

### موسسات و کالج‌ها
- کالج خودمختاری محلی (自治 大 学校)
- انستیتوی سیاست اطلاعات و ارتباطات (情報 通信 政策 研究所)
- مؤسسه آموزش و تحقیقات آماری (統計 研修 所)
- دانشکده مدیریت آتش و اختلافات (消防 大 学校)

### سازمان‌های ویژه
- شورای مرکزی مدیریت انتخابات (中央 選 挙 管理 会)
- کمیته ملی مدیریت وجوه سیاسی (政治 資金 適 正 化 委員会)
- کمیساریای مدیریت اختلافات محلی (自治 紛争 処理 委員) (کمیته حل اختلافات ملی - محلی)
- مرکز تماس تلویزیون دیجیتال MIC (総 務 省 地 デ ジ ー ル セ ン タ؟)} (بسته شده ۲۰۱۶)

### نمایندگی‌های خارجی
- کمیسیون هماهنگی اختلافات محیطی (公害 等 調整 委員会)
- آژانس آتش‌نشانی و مدیریت حوادث (消防 庁)